# 建二
人马座ο，中文星官名建二 ，佛兰斯蒂德命名法为人马座39，是一个位于人马座的双星系统，距离地球142光年。
主星人马座οA是一颗K0型橙色巨星，视星等为3.77。它的伴星人马座οB视星等为13等，离主星（人马座οA）36角秒。
由于人马座ο的位置接近黄道，故经常被月球所遮掩。此外，太阳系的行星如水星与金星等也可能遮掩它，但这现象非常罕见。上一次发生水星掩人马座ο是在1937年12月24日。